# Reischach
Reischach település Németországban, azon belül Bajorországban. Lakosainak száma 2706 fő (2023. december 31.). Reischach Mitterskirchen, Pleiskirchen, Arbing, Perach, Winhöring, Erlbach és Neuötting községekkel határos.

## Népesség
A település népessége az elmúlt években az alábbi módon változott:
| Lakosok száma | 700  | 1455 | 2191 | 2309 | 2578 | 2544 | 2545 | 2595 | 2650 | 2706 |
|               | 1875 | 1950 | 1975 | 1987 | 2012 | 2014 | 2016 | 2017 | 2021 | 2023 |